# John Nava
John Nava Carvajal nacido el 6 de octubre de 1978 en Guasdualito, es un ciclista venezolano.

## Palmarés
2005
- 2 etapas de la Vuelta a Portuguesa, Ospino (VEN)

2006
- Clásico Virgen de la Consolación de Táriba (VEN)
- Vuelta a Yaracuy, más 1 etapa (VEN)
- 1 etapa de la Vuelta al Oriente (VEN)
- 1 etapa de la Vuelta a Venezuela

2007
- 1 etapa de la Vuelta a Trujillo (VEN)

2009
- Vuelta a Aragua, más 1 etapa

2014
- Tour de Guadalupe

2015
- 1 etapa de la Vuelta al Táchira

2018
- 1 etapa de la Vuelta a Venezuela

## Equipos
- 2001  Lotería del Táchira
- 2009  Gobernación del Zulia
- 2013  Kino Táchira
- 2013  Kino Táchira